# 安非他命 (電影)
《安非他命》是一齣香港電影，是香港新進導演雲翔第三次執導的電影。雲翔同時也是本片的编劇、監制和投資者。
雲翔藉他執導的首部電影作品《無野之城》在香港創造了大量輿論和自己的知名度之後，他自称要拍摄「極限三部曲」：《永久居留》、《安非他命》及《藝海尋生》三部同性戀電影。 劇名安非他命是毒品名稱，文言亦可解「難道這不是他的命運嗎？」，語帶雙關。
此片在2009年4月拍毕。2009年9月在网路上出现预告片。2010年柏林电影节泰迪熊奖參展作品，并与同年2月15日在柏林首映；4月6日在香港首映，4月8日在香港公映，而電影VCD、DVD和Blu-ray（有收錄戲中被刪剪了描述主角性行為的部份）於2010年9月24日於香港發行。

## 剧情简介
该片为新导演云翔的同性恋系列电影第二部。随着《无野之城》和《永久居留》的上映使该片备受关注。
该片的尺度更是超越了《永》。有“裸体跳楼”、同性、异性的裸体强奸、同性的裸体拷问等情节。

## 人物
该剧由2005香港先生彭冠期和演员白梓轩主演。
| 演员   | 角色   |
| ------ | ------ |
| 彭冠期 | Kafka  |
| 白梓軒 | Daniel |
| 梁敏儀 | Linda  |
| 蘇梅   | 梅     |
| 譚漍燁 | 譚世民 |

## 相關商品
- 電影原聲帶 2010年7月1日正式發行
- 電影VCD、DVD和Blu-ray 2010年9月24日於香港發行[4][5]

## 爭議
安非他命被選為第34屆香港國際電影節的閉幕電影，通過電影檢查並到作第三級。但其後影視處要求刪剪戲中描述主角性行為的片段。導演雲翔質疑電影檢查制度雙重標準，既然到作第三級，只准成人觀看就不應再設限制，向時任行政長官曾蔭權發出公開信表達不滿。 不過戲中描述主角被男性強姦的被刪剪部分將於推出DVD和Blu-ray 影碟時重新完整收錄。

## 奖项
- 第30届香港电影金像奖最佳新进演员提名彭冠期

## 外部連結
- 官方网站

- 香港影庫上《安非他命》的資料（繁體中文）

- Yahoo奇摩電影上《安非他命》的資料（繁體中文）
- MSN娛樂上《安非他命》的資料（繁體中文）

- 開眼電影網上《安非他命》的資料（繁體中文）
- 时光网上《安非他命》的資料（简体中文）
- 豆瓣电影上《安非他命》的資料 （简体中文）
- 爛番茄上《安非他命》的資料（英文）
- AllMovie上《安非他命》的资料（英文）
- 互联网电影数据库（IMDb）上《安非他命》的资料（英文）
- YouTube上的概念主題曲 - 〈斷橋〉（歌手:吳彤）